# Frank Russell, 2. Earl Russell
John Francis Stanley Russell, 2. Earl Russell (* 12. August 1865; † 3. März 1931) war ein britischer Peer und Politiker. Aufgrund seiner Verurteilung wegen Bigamie war er als der „wicked Earl“ (dt.: der frevelhafte Earl) bekannt.

## Familie
Er war der älteste Sohn von John Russell, Viscount Amberley (1842–1876) und dessen Gattin Katharine Russell (1844–1874). Sein Großvater war der ehemalige britische Premierminister John Russell, 1. Earl Russell (1792–1878). Seine Eltern verstarben beide früh; ab 1876 waren er und sein jüngerer Bruder Bertrand Vollwaise und wurden von den Großeltern väterlicherseits erzogen.
Russell war insgesamt dreimal verheiratet, darunter mit Elizabeth von Arnim, die ihn in ihren Romanen mit einband. Seine erste Frau war Mary Edith Scott, die er 1890 heiratete. Sie versuchte sich 1891 scheiden zu lassen, scheiterte aber. 1895 wollte Russell eine richterliche Scheidung erzwingen, dieser Versuch scheiterte aber ebenfalls. 
1900 heiratete er in Nevada Marion Cooke Somerville, nachdem seine erste Ehe zuvor nach dortigem Recht geschieden worden war. Diese Scheidung wurde allerdings nach britischem Recht nicht anerkannt. Er wurde daher am 18. Juli 1901 wegen Bigamie im House of Lords verurteilt, denn um einen Peer wegen Straftaten zu verurteilen, musste ihm im Oberhaus der Prozess gemacht werden. Aufgrund der „extremen Folter“, die er in seiner ersten Ehe erleiden musste, wurde er lediglich zu drei Monaten Gefängnis verurteilt. Die Ehe wurde daraufhin geschieden und Russell heiratete am 31. Oktober 1901, drei Tage nach seiner Freilassung, seine zweite Frau nach britischem Recht. Die Ehe mit Marion Cooke Somerville hielt bis 1915. Ein Jahr später heiratete er die verwitwete Elisabeth von Arnim. Sie trennten sich 1919, ohne dass eine Scheidung erfolgte. Er hatte keine eigenen Kinder, jedoch Stiefkinder aus der zweiten und dritten Ehe. Erbe seiner Adelstitel war sein jüngerer Bruder Bertrand.

## Politiker
Beim Tod seines Großvaters erbte er 1878 dessen Adelstitel sowie den damit verbundenen erblichen Sitz im House of Lords. Er war der erste Peer, der sich der Labour Party anschloss, und war der Labourführer im House of Lords. Er war Staatssekretär im Transport- und Indienministerium in der Regierung Ramsay MacDonalds. Er unterstützte den Pazifismus seines Bruders und war ein enger Freund George Santayanas. 
Sein besonderes Interesse galt dem Straßenverkehr. So erhielt er Weihnachten 1903 das erste Kraftfahrzeugkennzeichen im Vereinigten Königreich. Seine Bemühungen, eine Reform des Scheidungsrechts zu erreichen, blieben erfolglos.